# 1072 Malva
1072 Malva је астероид главног астероидног појаса. Приближан пречник астероида је 45,05 ,
а средња удаљеност астероида од Сунца износи 3,159 астрономских јединица (АЈ).
Инклинација (нагиб) орбите у односу на раван еклиптике је 8,030 степени, а орбитални период износи 2051,129 дана (5,615 година). Ексцентрицитет орбите астероида износи 0,243.
Апсолутна магнитуда астероида износи 10,50 а геометријски албедо 0,054.
Астероид је откривен 4. октобра 1926. године.